# Drosophila bridwelli
Drosophila bridwelli är en tvåvingeart som beskrevs av Elmo Hardy 1965. Drosophila bridwelli ingår i släktet Drosophila och familjen daggflugor.
Artens utbredningsområde är Hawaii.